# Bingle Bangle
Bingle Bangle è il quinto EP del gruppo musicale sudcoreano AOA pubblicato il 28 maggio 2018 dalla FNC Entertainment e LOEN Entertainment.
Promosso con il brano omonimo, l'EP ha debuttato al terzo posto nella Circle Chart.

## Tracce
1. Bingle Bangle
2. Super Duper
3. Heat
4. Ladi Dadi
5. Perfait
6. DuDuDu

## Classifiche
| Classifica (2018) | Posizione massima |
| ----------------- | ----------------- |
| Corea del Sud     | 3                 |